# ЖРК Станишић
Женски Рукометни Клуб „Станишић" је рукометни клуб из Станишића, општина Сомбор, Србија - угашен. Клуб је покренут 1963. а основан 1967. године под називом "Младост", марта 1976. године мења име у ЖРК "Станишић".

## Историја
Девојке из Станишића су започеле успехе средином седамдесетих на школским такмичењима, где су, под вођством тренера Миле Безбрадице, стигле до финала школске олимпијаде. Невероватан подвиг девојчица из Станишића није остао непримећен и убрзо најталентованије прелазе у амбициозну екипу сомборске Весне. Играчице из Станишића у новом клубу неколико пута узастопно постају јуниорске првакиње Југославије, а убрзо стижу и први позиви у репрезентацију.
Без обзира на веома кратку каријеру, девојке из Станишића су успеле да са екипом "Бане Секилић" освоје Куп Југославије 1980. године (М. Драгишић, Ј. Гагић, В. Богуновић, М. Ђурица и М. Матијевић) и дођу до финаа Купа победника купова Европе 1981. године (М. Драгишић, Ј. Гагић и М. Ђурица).
Рукометашице Младости ће се после сезоне 1968/69. пласирати у "Јединствену Војвођанску лигу". У сезони 1976/1977. Квалитетне Војвођанске лиге заузеле су друго место, 3 бода мање од Радничког из Ковина, да би наредне такмичарске године биле првакиње исте са 7 бодова предности у односу на другопласирани Раднички из Зрењанина. Поставши првак Квалитетне Војвођанске лиге (са 22 победе) пласирале су се у Другу савезну лигу Југославије где су провеле наредне четири сезоне. У том периоду председник клуба био је доктор Иван Перић а тренер Анте Јерковић.
Своје првенствене домаћинске утакмице у Другој лиги одигравали су недељом на бетонском полигону у центру Станишића и у Градској хали "Мостонга" у Сомбору. Прволигашка сплитска "Далма" гостоваће 1977. године у Станишићу, и одиграти пријатељски меч са ЖРК "Станишић".
Клуб је престао са радом 1999. године. Женски рукометни клуб "Станишић" изнедрио је неке од врхунских играчица, који су наступали за репрезентацију државе, а и ван ње. Клуб је, у ствари, био играчка база женског рукометног клуба у Сомбору, који је био у врху YU-рукомета, једне године чак финалиста европског Купа купова.

## Успеси
- Друга савезна лига Југославије (Источна група)
1978/79. - 1981/82. (четири сезоне)
- Kвалитетна војвођанска лига
Освајач: 1977/78.
Другопласирани: 1976/77.
- Војвођанска лига
Освајач: 1968/69, 1975/76.
- Општинска лига Сомбор
Освајач: 1967/68, 1986/87.

## Познате бивше играчице
- Драгица Палаверса Мијач
- Мирјана Ђурица
- Славица Ринчић
- Нада Тањга (1952-2002) - са ЖРК Осијек у сезони 1981/82. и 1982/83. освојила је Куп победница купова.
- Весна Безбрадица (1960), удата Богуновић - Јуниорски првак Југославије са екипом "Весна" из Сомбора 1978. и 1979. године.
- Мирјана Матијевић (1961), удата Ковачевић – омладинска репрезентација и четири наступа за „A“ селекцију. Јуниорски првак Југославије са екипом "Весна" из Сомбора 1978. и 1979. Има освојену златну медаљу са првенства Балкана 1979. и сребрну 1980. године.
- Милена Драгишић (1952), удата Мастиловић - голман. Са екипом "Бане Секулић" 1980. године освојила Куп Југославије.
- Јованка Боговац (1957) - кружни нападач.
- Јелена Гагић (1960) - стандардна чланица пионирске и омладинске репрезентације Војводине. Са екипом "Бане Секулић" 1978. године постала јуниорски државни првак Југославије и 1980. године победник Купа Југослвије.
- Душанка Поповић
- Бранка Млађен

## Братски клубови
- ЖРК Далма Сплит, Хрватска (1977)

## Клупске легенде
- Анђа Бабић (удата Безбрадица)
- Љубинка Катић (Куриџа)
- Душанка Маринковић (Карабатић) (1950-2020)
- Катица Сабо (1958)
- Марија Секулић (Батковић)
- Невенка Дрча (Станојевић)
- Наташа Гусић
- Славица Буљевић
- Верица Миливојевић
- Олгица Миливојевић (Просеница)
- Зорица Кривошић
- Снежана Веселиновић (Фрањо)
- Аранка Жунић

## Хронологија станишићког рукометног клуба по сезонама
| Историја по сезонама (у загради је степен такмичења) | Историја по сезонама (у загради је степен такмичења) |
| --- | --- |
| \| - 1967: Оснивање клуба "МЛАДОСТ" - 1967/68: Општинска лига (5) - 1968/69: II Војвођанска лига (4) - 1969/70: Јединствена Војвођанска лига (3) - 1970/71: Јединствена Војвођанска лига (3) - 1971/72: Јединствена Војвођанска лига (3) - 1972/73: Војвођанска лига - северна група (4) - 1973/74: Војвођанска лига - северна група (4) - 1974/75: Војвођанска лига - северна група (4) - 1975/76: Војвођанска лига - северна група (4) - Март 1976: Преименовање клуба у Женски рукометни Клуб СТАНИШИЋ. - 1976/77: Јединствена Војвођанска лига (3) - 1977/78: Јединствена Војвођанска лига (3) - 1978/79: Друга савезна лига (Источна група) (2) - 1979/80: Друга савезна лига (Источна група) (2) - 1980/81: Друга савезна лига (Источна група) (2) - 1981/82: Друга савезна лига (Источна група) (2) \| - 1982/83: Квалитетна Војвођанска лига (3) - 1983/84: Бачка лига - 1984/85: Бачка лига - 1985/86: Бачка лига - 1986/87: Општинска лига - 1987/88: Бачка лига - 1988/89: Бачка лига - 1989/90: Бачка лига - 1990/91: Бачка лига - 1991/92: Бачка лига - 1992/93: Бачка лига - 1993/94: Бачка лига - 1994/95: Бачка лига - 1995/96: Бачка лига (5) - 1996/97: Бачка лига (5) - 1997/98: Бачка лига (5) - 1998/99: Бачка лига (5) \| | |
| - 1967: Оснивање клуба "МЛАДОСТ" - 1967/68: Општинска лига (5) - 1968/69: II Војвођанска лига (4) - 1969/70: Јединствена Војвођанска лига (3) - 1970/71: Јединствена Војвођанска лига (3) - 1971/72: Јединствена Војвођанска лига (3) - 1972/73: Војвођанска лига - северна група (4) - 1973/74: Војвођанска лига - северна група (4) - 1974/75: Војвођанска лига - северна група (4) - 1975/76: Војвођанска лига - северна група (4) - Март 1976: Преименовање клуба у Женски рукометни Клуб СТАНИШИЋ. - 1976/77: Јединствена Војвођанска лига (3) - 1977/78: Јединствена Војвођанска лига (3) - 1978/79: Друга савезна лига (Источна група) (2) - 1979/80: Друга савезна лига (Источна група) (2) - 1980/81: Друга савезна лига (Источна група) (2) - 1981/82: Друга савезна лига (Источна група) (2) | - 1982/83: Квалитетна Војвођанска лига (3) - 1983/84: Бачка лига - 1984/85: Бачка лига - 1985/86: Бачка лига - 1986/87: Општинска лига - 1987/88: Бачка лига - 1988/89: Бачка лига - 1989/90: Бачка лига - 1990/91: Бачка лига - 1991/92: Бачка лига - 1992/93: Бачка лига - 1993/94: Бачка лига - 1994/95: Бачка лига - 1995/96: Бачка лига (5) - 1996/97: Бачка лига (5) - 1997/98: Бачка лига (5) - 1998/99: Бачка лига (5) |